# Elkızı
Elkızı è un serial televisivo drammatico turco composto da 13 puntate, trasmesso su Fox dal 23 ottobre 2021 al 30 gennaio 2022. È diretto da Feride Kaytan, scritto da Hilal Yıldız, Nazlı Sunlu Kaçan, Yekta Torun e Serap Gazel, prodotto da NTC Medya ed ha come protagonisti Sevda Erginci, Perihan Savaş e İsmail Ege Şaşmaz.

## Trama
La serie racconta la storia dolorosa della vita di Ezo Bozdağlı, una giovane ragazza rimasta orfana in giovane età.

## Episodi
| Stagione       | Episodi | Prima TV Turchia | Prima TV Italia |
| -------------- | ------- | ---------------- | --------------- |
| Prima stagione | 13      | 2021-2022        | inedita         |

### Prima stagione (2021-2022)
| n° | Titolo originale | Prima TV Turchia |
| -- | ---------------- | ---------------- |
| 1  | 1. Bölüm         | 23 ottobre 2021  |
| 2  | 2. Bölüm         | 30 ottobre 2021  |
| 3  | 3. Bölüm         | 6 novembre 2021  |
| 4  | 4. Bölüm         | 13 novembre 2021 |
| 5  | 5. Bölüm         | 20 novembre 2021 |
| 6  | 6. Bölüm         | 27 novembre 2021 |
| 7  | 7. Bölüm         | 4 dicembre 2021  |
| 8  | 8. Bölüm         | 11 dicembre 2021 |
| 9  | 9. Bölüm         | 18 dicembre 2021 |
| 10 | 10. Bölüm        | 25 dicembre 2021 |
| 11 | 11. Bölüm        | 16 gennaio 2022  |
| 12 | 12. Bölüm        | 23 gennaio 2022  |
| 13 | 13. Bölüm        | 30 gennaio 2022  |

## Personaggi e interpreti

### Personaggi principali
- Ezo Bozdağlı (episodi 1-13), interpretata da Sevda Erginci.
- Cavidan Bozdağlı (episodi 1-13), interpretata da Perihan Savaş.
- Harun Karasu (episodi 1-13), interpretato da İsmail Ege Şaşmaz.
- Zeliha Bozdağlı (in flashback episodi 1-2, 5; episodi 6-13), interpretata da Sedef Avcı.
- Ali Demir (episodi 1-13), interpretato da Münir Can Cindoruk.
- Songül Turan (episodi 6-13), interpretata da Gökçe Akyıldız.
- Ekrem Demir (episodi 1-13), interpretato da Macit Koper.

### Personaggi secondari
- Esma Çetin (episodi 1-13), interpretata da Alayça Öztürk.
- Seher Çetin / Melek Bozdağlı (episodi 1-13), interpretata da Çağla Şimşek.
- Nermin Şanlı (episodi 1-13), interpretata da Toprak Sağlam.
- Cevriye Turan (episodi 6-13), interpretata da Birgül Ulusoy.
- Selçuk Komutan (episodi 1-13), interpretato da Fırat Doğruloğlu.
- Bekir Yılmaz (episodi 1-13), interpretato da Sinan Arslan.
- Aslı Yaman (episodi 1-13), interpretata da Pelinsu Çileli.
- Mert Karasu (episodi 1-13), interpretato da Rahimcan Kapkap.
- Zuhal Demir (episodi 1-13), interpretata da Sabriye Günüç.
- Serpil Şimşek (episodi 1-13), interpretata da Sibel Akdeniz.
- Ömer Şimşek (episodi 1-13), interpretato da Erkut Emre Sungur.
- Neşe Çetin (episodi 1-13), interpretata da Beyza Dolu.
- Adem Çetin (episodi 1-13), interpretato da Mesut Kaytan.
- Ezo Bozdagli da piccola (episodi 1-8), interpretata da Gülşehri Mina Kekeç. È Ezo quando era piccola.
- Resul Bozdağlı † (episodio 1; in flashback episodio 2), interpretato da Fikret Kuşkan. È il padre di Ezo che muore nell'incendio con sua moglie Ayfer.
- Ayfer Yılmaz Bozdağlı † (episodio 1), interpretata da Nur Yazar. È la seconda moglie di Resul e sorella maggiore di Bekir. Muore nell'incendio con Rasul.
- Cemal Ekici † (episodi 1-8), interpretato da Can Büyükaltay. È stato ucciso da Harun.

## Produzione
La serie è diretta da Feride Kaytan, scritta da Hilal Yıldız, Nazlı Sunlu Kaçan, Yekta Torun e Serap Gazel e prodotta da NTC Medya.

### Riprese
Le riprese della serie si sono svolte dal 19 agosto ad ottobre 2021 nel distretto di Ula, in provincia di Muğla e nei dintorni.